# 2020年の映画
2020年の映画（2020ねんのえいが）では、2020年（令和2年）の映画分野の出来事（動向）について記述する。
2019年の映画 - 2020年の映画 - 2021年の映画

## 出来事

### 通年
- 新型コロナウイルス感染症 (COVID-19) の世界的流行の影響で、2020年以降の映画製作・劇場公開の変更（延期）が相次いだ。
- 2020年の中国映画市場の興行収入は約3300億円で、北米市場を抜いて初めて世界1位となった[1]。

### 世界
- 1月5日 - 第77回ゴールデングローブ賞の受賞作品が発表され、「1917 命をかけた伝令」がドラマ部門、「ワンス・アポン・ア・タイム・イン・ハリウッド」がミュージカル・コメディ部門の作品賞をそれぞれ受賞した[2]。
- 1月12日 - 第25回クリティクス・チョイス・アワードの受賞作品が発表され、「ワンス・アポン・ア・タイム・イン・ハリウッド」が作品賞を受賞した[3]。
- 1月19日 - 第26回全米映画俳優組合賞の受賞作品が発表され、「パラサイト 半地下の家族」がキャスト賞を外国映画としては初めて受賞した[4]。
- 1月25日 - 第47回アニー賞の受賞作品が発表され、「クロース」が作品賞、「失くした体」がインディペンデント作品賞をそれぞれ受賞した[5]。
- 2月3日 - 第73回英国アカデミー賞の受賞作品が発表され、「1917 命をかけた伝令」が作品賞を受賞した[6]。
- 2月9日 - 第92回アカデミー賞の受賞作品が発表され、韓国映画「パラサイト 半地下の家族」が作品賞を外国語映画としては初めて受賞し、最多4部門(作品賞、監督賞、脚本賞、国際長編映画賞)を受賞した[7][8]。
- 2月20日 - 3月1日 - 第70回ベルリン国際映画祭（英語版）が開催され、イラン映画の『There Is No Evil』が金熊賞を受賞した[9]。
- 2月〜 - 新型コロナウイルスにより、映画界にも影響を与えた。
  - 中国では、映画館の閉鎖により、「ジョジョ・ラビット」などの公開が中止・延期となった[10][11]。3月16日にはウルムイ市のシネマコンプレックスなどが最初に営業を再開し、3月21日時点で、中国全体の4.5%にあたる計507館が営業を再開した。同日の国内興行収入は推定4,355ドルと伝えられている[12]。また、感染拡大の影響を受け、中国国内の映像関連会社が昨年度全体の数字と比較して1.78倍となる5328社倒産した[13]。
  - イタリアのベネチアで行われていた「ミッション: インポッシブル7」の撮影が感染拡大の懸念から中断する措置が取られた[14]。また、「マトリックス4」や「アバター」の続編の撮影が休止する事態となった[15][16]。
  - 「シャン・チー・アンド・レジェンド・オブ・テンリングス」の監督デスティン・ダニエル・クレットンが生まれたばかりの子供に考慮し、新型コロナウイルス検査を受け、自主的な隔離に入るため撮影を一時休止した[17]。同月16日、検査で陰性と判明したことを本人のInstagramで発表した[18]。
  - ウォルト・ディズニー・カンパニー、Netflixなどのスタジオが映画やドラマの撮影をすべて中断する措置が取られる[19]。
  - NetflixやAmazonプライム・ビデオなどがヨーロッパとイギリスを対象に画質を抑制する措置が取られた[20][21]。また、Netflixは第一四半期の発表で各国での外出自粛の影響を受け、前年比15%増となる1,570万人が増加し、全世界の有料メンバー数が1億8,300万人を超えたと発表した[22]。
  - 以下の映画がそれぞれ公開延期となった[23]。
    - 3月20日にアメリカで公開予定だった「クワイエット・プレイス 破られた沈黙」(9月4日に変更)[24][25]、「Blue Story」[24]
    - 3月27日にアメリカで公開予定だった「ムーラン」(7月24日に変更)[26][27][28]
    - 4月2日にイギリス、4月10日にアメリカで公開予定だった「007 ノー・タイム・トゥ・ダイ」(イギリスで11月12日、アメリカで11月25日に変更)[29]
    - 4月3日にアメリカで公開予定だった「ラブバード」(Netflixの配信に変更)[24][30]、「The New Mutants」[31][27]、「Beastie Boys Story」(劇場での上映を中止し、当初の予定だった4月24日にApple TV+の配信のみに変更)[32]
    - 4月17日にアメリカで公開予定だった「Antlers」[27]、「マイ・スパイ」(Amazonプライム・ビデオの配信に変更)[33]
    - 4月24日にアメリカで公開予定だった「Antebellum」[34]
    - 5月1日にアメリカで公開予定だった「ブラック・ウィドウ」(11月6日に変更)[35][36]
    - 5月8日にアメリカで公開予定だった「どん底作家の人生に幸あれ!」[35]、「Run」[34]
    - 5月15日にアメリカで公開予定だった「The Woman in the Window」[35]、「Spiral: From the Book of Saw」[34]、「弱虫スクービーの大冒険」(5月12日にデジタル配信に変更)[37][38]
    - 5月22日にアメリカで公開予定だった「ワイルド・スピード/ジェットブレイク」(2021年4月2日に変更)[39]
    - 5月29日にアメリカで公開予定だった「アルテミスと妖精の身代金」(6月12日にDisney+での配信に変更)[40][41]
    - 6月5日にアメリカで公開予定だった「ワンダーウーマン 1984」(8月14日に変更)[37]
    - 6月12日にアメリカで公開予定だった「Greyhound」[42]、「Candyman」(9月25日に変更)[43]
    - 6月19日にアメリカで公開予定だった「ソウルフル・ワールド」(11月20日に変更)[44]
    - 6月24日にアメリカで公開予定だった「トップガン マーヴェリック」(12月23日に変更)[25]
    - 6月26日にアメリカで公開予定だった「イン・ザ・ハイツ」(2021年6月18日に変更)[37][38]
    - 7月3日にアメリカで公開予定だった「ミニオンズ フィーバー」(2021年7月2日に変更)[45][46]、「フリー・ガイ」(12月11日に変更)[40]
    - 7月10日にアメリカで公開予定だった「ゴーストバスターズ/アフターライフ」(2021年3月5日に変更)[42]
    - 7月24日にアメリカで公開予定だった「ジャングル・クルーズ」(2021年7月30日に変更)[28]、「The Fresh Dispatch」(10月16日に変更)[40]
    - 7月31日にアメリカで公開予定だった「モービウス」(2021年3月19日に変更)[42]、「The SpongeBob Movie: Sponge on the Run」(5月22日→7月31日→8月7日に変更)[25][47]
    - 8月7日にアメリカで公開予定だった「ピーターラビット2/バーナバスの誘惑」(4月3日→8月7日→2021年1月15日に変更)[48][42]、「Infinite」(2021年5月28日に変更)[47]
    - 8月14日にアメリカで公開予定だった「Malignant」[37]「Nobody」(2021年2月26日に変更)[49]
    - 9月18日にアメリカで公開予定だった「Without Remorse」(10月2日に変更)[50]
    - 9月25日にアメリカで公開予定だった「The Many Saints of Newark」(2021年3月12日に変更)[51]
    - 10月2日にアメリカで公開予定だった「Venom:Let There Be Carnage」(2021年6月25日に変更)[52]
    - 10月23日にアメリカで公開予定だった「Fatherhood」(2021年1月15日に変更)[42]
    - 11月6日にアメリカで公開予定だった「The Eternals」(2021年2月12日に変更)[36]
    - 11月20日にアメリカで公開予定だった「Raya and the Last Dragon」(3月12日に変更)[44]
    - 11月25日にアメリカで公開予定だった「King Rechard」(2021年11月19日に変更)[51]
    - 12月25日にアメリカで公開予定だった「The Tomorrow War」[25]
    - 2021年2月12日にアメリカで公開予定だった「シャン・チー・アンド・レジェンド・オブ・テンリングス」(2021年5月7日に変更)[36]
    - 2021年2月26日にアメリカで公開予定だったM・ナイト・シャマラン監督による新作映画(題名未定)[49]
    - 2021年3月5日にアメリカで公開予定だった「Uncharted」(2021年10月8日に変更)[42]、「ジャッカス」最新作(題名未定) (2021年7月2日に変更)[53]
    - 2021年3月12日にアメリカで公開予定だったディズニー製作の実写映画(題名未定)[44]
    - 2021年5月7日にアメリカで公開予定だった「Doctor Strange in the Multiverse of Madness」(2021年11月5日に変更)[36]
    - 2021年6月21日にアメリカで公開予定だった「THE BATMAN-ザ・バットマン-」(2021年10月1日に変更)[51]
    - 2021年7月2日にアメリカで公開予定だった「SING/シング2」(2021年12月22日に変更)[46]
    - 2021年7月9日にアメリカで公開予定だった「インディ・ジョーンズ5」(2022年7月29日に変更)[54]
    - 2021年10月1日にアメリカで公開予定だった「エルヴィス」 (2021年11月5日に変更)[51]
    - 2021年10月8日にアメリカで公開予定だったソニー/マーベル映画(題名未定)[42]
    - 2021年11月5日に公開予定だった「Thor: Love and Thunder」(2022年2月18日に変更)[36]
    - 2021年12月22日に公開予定だった「Wicked」[46]
    - 2022年4月1日にアメリカで公開予定だった「シャザム!」の続編(題名未定) (2022年11月4日に変更)[51]

  - アメリカでは、「透明人間」や「ハーレイ・クインの華麗なる覚醒 BIRDS OF PREY」、「トロールズ ミュージック★パワー」といった劇場公開中の配給作品の一部をビデオ・オン・デマンド(TVOD形式)で配信する措置が取られた[55][56]。また、「2分の1の魔法」や「The Lovebirds」などはDisney+やNetflixといったSVOD方式での配信の措置も取られた[57][30]。
  - SXSWが34年の歴史で初めて中止が発表され、審査はマスコミやバイヤーなどを対象にしたオンライン審査にされた[58][59]。また、上映作品についてはアメリカのAmazonプライム・ビデオを介して、4月下旬から10日間にわたり無料配信する対応が取られる[60]。
  - シネマコン、Japan Expo、コミコン・インターナショナルの開催が中止、トライベッカ映画祭の開催が延期となるなど世界各地の映画イベントにも影響を与えた[61][62][63][64]。
  - アメリカでの3月13日 - 15日の週末興行収入が5,365万2,147ドルと2000年11月1日 - 3日(4,904万1,272ドル)以来20年ぶりの低記録となった[65][66][67]。
  - アメリカでの3月18日の国内興行収入が26万ドルと前週水曜日(769万ドル)から97％減という低記録となった[68]。
  - アメリカでの3月20日 - 22日の週末興行収入に関しては各地の劇場が閉鎖、配給会社によるレポートを止めているため、発表がされなかった。報告がされなかったのは史上初の事態となった[69][70][71]。
  - 2020年1月 - 3月の海外TOP10の市場興収は前年比59%減となり、各国別で中国で91%減、韓国で56%減、日本とフランスが36%減となった[72]。
  - アメリカ最大の映画館チェーンAMC、国内第2位の映画館チェーンRegal Cinemasは3月17日、国内第3位の映画館チェーンCinemarkは3月18日より休業することを発表。AMCは最低6週間、最大12週間にわたる休業となり、アメリカとカナダの映画館合わせて5,000館以上が閉館する事態となった[73][74]。その影響から接触を避けながら映画を鑑賞できるドライブインシアターが好調となった[68]。
  - ゴールデングローブ賞の審査をするハリウッド外国人記者協会は全米の映画館の大量閉鎖に伴い、ロサンゼルスで試写を実施する従来のルールをしなくても、DVDかオンラインの視聴リンクを提供すれば出品できることを4月30日までの暫定的措置として行うことを発表した[75]。
  - 新型コロナウイルスによるハリウッドで発生する損失が200億ドルに達する予測が発表されている[76][77]。
  - コロナウイルスは著名人にも感染した[78]。
    - 3月11日 - トム・ハンクスと妻のリタ・ウィルソンが撮影準備のために訪れていたオーストラリアでコロナウイルスに感染していたことが判明した[79]。同月16日に退院し、自己隔離に入り[80]、同月27日にアメリカに帰国した[81][82]。
    - 3月15日 - オルガ・キュリレンコがコロナウイルスに感染していたことが判明した[83]。同月23日には、回復したことを報告した[84]。
    - 3月16日 - イドリス・エルバがコロナウイルスに感染していたことが判明した[85]。4月1日には、隔離期間が終了し、症状が出なかったことを報告した[86][87]。
    - 同日 - クリストファー・ヒヴュがコロナウイルスに感染していたことが判明した[88][89]。
    - 3月18日 - レイチェル・マシューズがコロナウイルスに感染していたことが判明した[90]。
    - 3月19日 - ダニエル・デイ・キムがコロナウイルスに感染していたことが判明した[91]。
    - 同日 - インディラ・ヴァルマがコロナウイルスに感染していたことが判明した[91]。
    - 3月22日 - ハーヴェイ・ワインスタインがコロナウイルスに感染していたことが判明した[92][93]。
    - 3月31日 - アンドリュー・ジャック（英語版）が新型コロナウイルスによる合併症で76歳で死去した[94][95]。
    - 同日 - アダム・シュレシンジャー（英語版）が新型コロナウイルスによる合併症で52歳で死去した[96]。
    - 4月7日 - アレン・ガーフィールドが新型コロナウイルス感染症で80歳で死去した[97]。
    - 4月13日 - アン・サリヴァンが新型コロナウイルスによる合併症で91歳で死去した[98]。
    - 4月15日 - アレン・ダヴィオーが新型コロナウイルスによる合併症で77歳で死去した[99]。
    - 4月19日 - フィリップ・ナオンが新型コロナウイルス感染症で81歳で死去した[100]。
    - 12月11日 - キム・ギドクが新型コロナウイルス感染症による合併症で59歳で死去した[101]。
    - 12月31日 - ロベール・オッセンが新型コロナ感染症による呼吸不全のため93歳で死去した[102]。

  - 3月19日 - 5月12日〜23日に開催予定だったカンヌ国際映画祭を延期すると正式発表した。6月下旬または7月上旬の開催を目指し、フランスや周辺国の状況を鑑みながら現実的に開催可能な日程を決めて発表するとしていたが[103]、4月14日、フランス大統領による7月中旬までの大型イベントの開催禁止という発表を受け、6月下旬の実施を断念し、あらゆる可能性を探究するという発表を行った[104]。また、並行部門と呼ばれる監督週間、批評家週間、ACID部門が開催を中止した[105]。
  - 4月7日 - 6月15日〜20日に開催予定だったアヌシー国際アニメーション映画祭を中止すると正式発表し[106]、6月15日〜30日にかけてオンラインで開催されることとなった[107]。
  - 6月15日 - アカデミー賞を主催する映画芸術科学アカデミーは、2021年の第93回アカデミー賞を当初の2月28日から4月25日に変更することを発表。これに伴い候補リスト発表は2月9日、対象作品選考期間は2月28日、またノミネート作品発表は3月15日にそれぞれ延期された[108][109]。
- 3月11日 - 性的暴行など5つの罪に問われた映画プロデューサーのハーヴェイ・ワインスタインにニューヨーク地裁は禁錮23年の実刑を言い渡した[110]。
- 3月16日 - 第40回ゴールデンラズベリー賞の結果が発表され、「キャッツ」が最低作品賞を含む6部門を受賞した。また、コロナウイルスの影響で授賞式は延期され、結果のみが発表された[111][112]。
- 12月5日 - 日本のゲームメーカー・カプコンの「モンスターハンター」を実写化し、中国で前日の4日に公開されたドイツのプロダクションが制作した映画の台詞の中に中国人を侮辱するものがあったとして公開中止に。同映画は2021年春に日本でも公開予定となっている[113]。

### 日本
- 1月21日 - 映画雑誌「映画秘宝」が3月号をもって休刊した[114][115]。3月25日には出版社を双葉社に移し、4月21日の6月号で復刊することが発表された[116][117][118]。
- 2月4日 - 第93回キネマ旬報ベスト・テンが発表され、日本映画作品賞は『火口のふたり』、外国映画作品賞は『ジョーカー』がそれぞれ受賞[119]。表彰式が2月11日、文京シビックホール大ホールで行われた[120]。
- 2月13日 - 第74回毎日映画コンクールの表彰式がミューザ川崎シンフォニーホールで行われ、日本映画大賞は『蜜蜂と遠雷』、日本映画優秀賞は『新聞記者』、外国映画ベストワン賞は『ジョーカー』がそれぞれ受賞した[121]。
- 2月18日 - 第62回ブルーリボン賞授賞式が東京・イイノホールで行われ、作品賞は『翔んで埼玉』[122]、外国作品賞は『ジョーカー』[123]がそれぞれ受賞した。
- 2月〜 - 新型コロナウイルスにより、日本の映画界にも影響を与えた。
  - 以下の映画がそれぞれ公開延期となった[124][125]。
    - 2月28日に公開予定だった「映画しまじろう しまじろうとそらとぶふね」[126]
    - 3月6日に公開予定だった「ドラえもん のび太の新恐竜」(8月7日に変更)[127][128]、「劇場版ウルトラマンタイガ ニュージェネクライマックス」[129]
    - 3月13日に公開予定だった「2分の1の魔法」[130]
    - 3月20日に公開予定だった「ドクター・ドリトル」[131]、「映画 プリキュアミラクルリープ みんなとの不思議な1日」(5月16日に変更→公開日未定)[132][133]
    - 3月21日に公開予定だった「モルエラニの霧の中」(2021年2月6日に変更)[124]
    - 3月27日に公開予定だった「ストーリー・オブ・マイライフ/わたしの若草物語」(初夏→未定)[134][135]、「ソニック・ザ・ムービー」[136]、「3年目のデビュー」[137]、「ハリエット」[138]
    - 4月3日に公開予定だった「僕たちの嘘と真実 Documentary of 欅坂46」[139]、「きかんしゃトーマス チャオ!とんでうたってディスカバリー!!」[140]、「高津川」[124]、「エジソンズ・ゲーム」[141]、「ステップ」[142]、「デッド・ドント・ダイ」[143]、「ポップスター」[144]、「ハンターキラー 潜航せよ(4DX版)」[144]、「キスカム! COME ON, KISS ME AGAIN!」[145]
    - 4月4日に公開予定だった「死霊魂」(6月27日に変更)[146]
    - 4月10日に公開予定だった「007 ノー・タイム・トゥ・ダイ」(11月10日に変更)[29]、「チア・アップ!」[147]、「海辺の映画館―キネマの玉手箱」[148]、「甘いお酒でうがい」[149]、「プリンセス・プリンシパル Crown Handler 第1章」[150]、「フェアウェル」[151]、「ムヒカ 世界でいちばん貧しい大統領から日本人へ」[152]、「悲しき天使」(5月8日→8月7日に変更)[124]、「眉村ちあきのすべて (仮)」(4月4日→4月10日→未定)[124]、「WAVES/ウェイブス」[153]、「プラド美術館 驚異のコレクション」[154]、「彼女は夢で踊る」(4月17日に広島でのみ公開、今秋に全国公開に変更)[124]、「オーバー・ザ・リミット 新体操の女王マムーンの軌跡」[124]、「がんばれ!チョルス（英語版）」[124]、「アドリフト 41日間の漂流」[124]
    - 4月11日に公開予定だった「それはまるで人間のように」[124]、「吉開菜央特集: Dancing Films」[124]、「RIVER」[124]、「アボカドの固さ」[124]、「プラティネスト」[124]
    - 4月17日に公開予定だった「機動警察パトレイバー the Movie(4DX版)」[155]、「名探偵コナン 緋色の弾丸」[156]（2021年春に延期[157]）、「悪の偶像」(6月に変更)[158]、「私たちが生まれた島 OKINAWA2018」(9月4日に変更)[124]、「ナショナル・シアター・ライヴ 2020 『スモール・アイランド』」(6月12日に変更)[124]、「れいわ一揆」[124]、「いつくしみふかき」[124]、「クリシャ（英語版）」[124]、「カセットテープ・ダイアリーズ」[159]、「デンジャー・クロース 極限着弾」[160]、「劇場」[161]
    - 4月18日に公開予定だった「おばけ」[124]、「凱里ブルース」[124]、「タゴール・ソングス」[125]、「HARAJUKU〜天使がくれた七日間〜」[124]、「もち」[124]
    - 4月24日に公開予定だった「クレヨンしんちゃん 激突! ラクガキングダムとほぼ四人の勇者」[156]、「糸」[156]、「劇場版 ヴァイオレット・エヴァーガーデン」[162]、「きっと、またあえる」[124]、「エンボク」[124]、「白雪姫 あなたが知らないグリム童話」[163]、「東映まんがまつり」[164]、「一度も撃ってません」[165]、「ポルトガル、夏の終わり」[124]、「ホドロフスキーのサイコマジック」(5月22日に変更)[124]、「アンティークの祝祭」[124]、「マシュー・ボーン IN CINEMA ロミオとジュリエット」[124]、「超擬態人間」[124]
    - 4月25日に公開予定だった「あなたの顔」[124]、「はちどり」(初夏以降に変更)[124]、「Fate/stay night [Heaven's Feel] III. spring song」(3月28日→4月25日→未定)[166][167]、「ペトルーニャに祝福を」(2021年初夏に変更)[124]、「恋する男」[124]、「ドロステのはてで僕ら」[124]、「その神の名は嫉妬」[124]、「ドヴラートフ レニングラードの作家たち」(5月30日に変更)[125]、4月下旬に公開予定だった「大海原のソングライン」(5月下旬に変更)[124]
    - 5月1日に公開予定だった「ブラック・ウィドウ」(11月6日に変更)[168][169]、「コンフィデンスマンJP プリンセス編」[156]、「薬の神じゃない!」(10月に変更)[170]、「劇場版 ひみつ×戦士 ファントミラージュ! 〜映画になってちょーだいします〜」[171]、「ひまわり 50周年HDレストア版」[172]、「ラブ・セカンド・サイト はじまりは初恋のおわりから」[173]、「街の上で」[174]、「ライブリポート」[124]、「透明人間」[175]、「ミセス・ノイズィ」[176]、「パリ・オペラ座バレエ・シネマ 2020「夏の夜の夢」」[125]、「根矢涼香、映画監督になる。」[125]、「長沙里9.15」[124]、「色男ホ・セク」[124]
    - 5月2日に公開予定だった「さらばわが愛、北朝鮮」[124]、「Share the Pain」[124]、「横須賀綺譚」[124]
    - 5月8日に公開予定だった「クワイエット・プレイス PARTⅡ」[24]、「どうにかなる日々」[177]、「砕け散るところを見せてあげる」[124]、「赦しのちから」[124]、「もしもあたしたちがサイサイじゃなかったら。」[178]、「HERO DOCUMENTARY FILM」[178]、「ブルース・リー 4Kリマスター復活祭2020」(7月3日に変更)[179]、「METライブビューイング2019-20 ワーグナー『さまよえるオランダ人』」[124]、「テイクオーバーゾーン」(6月12日に変更)[124]
    - 5月9日に公開予定だった「ドヴラートフ レニングラードの作家たち」(4月25日→5月9日→未定)[124]、「SKIN/スキン」[180]
    - 5月15日に公開予定だった「魔女見習いをさがして」[181]、「太陽は動かない」[182]、「グランド・ジャーニー」[124]、「はるヲうるひと」[183]、「映像研には手を出すな!」[184]、「サイダーのように言葉が湧き上がる」[185]
    - 5月16日に公開予定だった「映画 ギヴン」[186]
    - 5月22日に公開予定だった「ムーラン」(4月17日→5月22日→未定)[130][187]、「ピーターラビット2/バーナバスの誘惑」[48][188]、「燃えよ剣」[189]、「小説の神様 君としか描けない物語」[190]、「オフィシャル・シークレット」[191]
    - 5月23日に公開予定だった「俺を好きなのはお前だけかよ〜俺たちのゲームセット〜」(上映中止となった)[192]
    - 5月26日に公開予定だった「ランブル 音楽界を揺るがしたインディアンたち」[125]
    - 5月29日に公開予定だった「ワイルド・スピード/ジェットブレイク」[39]、「HOKUSAI」(2021年に変更)[193]、「ぐらんぶる」[194]、「トキワ荘の青春 デジタルリマスター版」[124]、「ブリット＝マリーの幸せなひとりだち」[124]、「ジャズ喫茶ベイシー Swiftyの譚詩」[124]、「アニメーション映画「思い、思われ、ふり、ふられ」」[195]
    - 6月5日に公開予定だった「ディエゴ・マラドーナ 二つの顔」(7月10日に変更)[196]、「パヴァロッティ 太陽のテノール」[124]、「朝が来る」[197]、「ブルーヘブンを君に」[198]、「猿楽町で会いましょう」[125]
    - 6月6日に公開予定だった「日本人の忘れもの フィリピンと中国の残留邦人」(7月25日に変更)[124]、「わたしはダフネ」(2021年夏に変更)[124]
    - 6月12日に公開予定だった「ワンダーウーマン 1984」[199]、「ナショナル・シアター・ライヴ 2020 『真夏の夜の夢』」(7月10日に変更)[124]、「異端の鳥」[124]、「水上のフライト」[200]、「最短距離は回りくどくて、 雨とソーダ水」[124]、ロック・ドキュメンタリー映画特集「UNDERDOCS」[124]
    - 6月19日に公開予定だった「リトル・ジョー」(7月17日に変更)[201]、「騙し絵の牙」[202]、「ヒノマルソウル〜舞台裏の英雄たち〜」[203]、「とんかつDJアゲ太郎」[204]
    - 6月26日に公開予定だった「フライト・キャプテン 高度1万メートル、奇跡の実話」[205]、「最短距離は回りくどくて、 落花流水」[124]
    - 6月27日に公開予定だった「シン・エヴァンゲリオン劇場版:||」[206][207]
    - 6月下旬に公開予定だった「シャドウプレイ」[208]、「夢の裏側〜ドキュメンタリー・オン・シャドウプレイ」[208]
    - 7月3日に公開予定だった「未来へのかたち」[209]、「プレイモービル マーラとチャーリーの大冒険」[124]
    - 7月10日に公開予定だった「トップガン マーヴェリック」[210]、「ナショナル・シアター・ライヴ 2020 『プレゼント・ラフター』」[124]
    - 7月17日に公開予定だった「ミニオンズ フィーバー」[211]
    - 7月24日に公開予定だった「ジャングル・クルーズ」(2021年に変更)[175]
    - 7月31日に公開予定だった「都会のトム&ソーヤ」[212]
    - 8月7日に公開予定だった「STAND BY ME ドラえもん 2」[128]
    - 8月14日に公開予定だった「フリー・ガイ」[175]
    - 9月18日に公開予定だった「耳をすませば」[213]
    - 2020年夏公開予定だった「イン・ザ・ハイツ」[214]、「ソウルフル・ワールド」(12月11日に変更)[215]
    - 2020年秋公開予定だった「サタデー・フィクション」[208]
    - 2020年に公開予定だった「ゴーストバスターズ/アフターライフ」[188]、「モービウス」[188]

  - 2月29日に公開される「ママをやめてもいいですか!?」、3月14日に公開される「インディペンデントリビング」、5月2日に公開される「精神0」、5月22日に公開される「ホドロフスキーのサイコマジック」などが劇場での公開と並行してオンラインでの鑑賞に対応した[216][217][218][219]。「精神0」や「ホドロフスキーのサイコマジック」などについては売上が上映を予定している全国の映画館へ分配される措置が取られた[218][219][220]。
  - コロナウイルスの感染拡大防止のため、「HiGH&LOW」シリーズと「CINEMA FIGHTERS」シリーズ、「たたら侍」、「前田建設ファンタジー営業部」などがYouTubeなどの動画サイトで無料公開されたり、「エクストリーム・ジョブ」、「白い暴動」、「Fukushima 50」、「風の電話」、「劇場版 おいしい給食 Final Battle」などが期間限定、特別価格で先行配信を取る発表をした[221][222][223][224][225][226][227][228][229]。
  - ル・シネマ、シネマイクスピアリなどが映画の上映を中止・休館にしたり[230][231]、TOHOシネマズ、MOVIX、109シネマズなどでは体調不良で鑑賞を取りやめたお客様へのチケットの払い戻しの対応、座席指定券の先行販売時間の短縮や中止、保護者同伴の場合を除いて小中高校生を対象とした入場制限、1席ずつ間隔を空けてのチケット販売、スタッフのマスク着用、サーモグラフィーや消毒液の設置、ブランケットの貸出やエアータオル使用の中止、喫煙所の閉鎖、館内の換気強化、営業時間の短縮を実施した[232][233][234][124][235]。
  - シネマサンシャイン下関では下関市での感染者が鑑賞していたことが発覚し、3月4日から休業、3月7日から営業再開[235][236][237]。
  - イオンシネマはクラスター感染が発生した近隣地域で営業している9劇場を3月7〜15日に臨時休業し、3月6日にグランドオープンを予定していた「イオンシネマ座間」は開業が延期となり、3月27日に開業[238][239][240]。
  - 3月25日に東京都が外出自粛要請を発表したため、東京都、神奈川県、埼玉県のTOHOシネマズや松竹マルチプレックスシアターズ、新宿武蔵野館、新宿シネマカリテなどが3月28日 - 29日、4月4日 - 5日の営業を休止、3月30日 - 4月9日の平日のレイトショーの営業を休止する措置が取られた[241][242][243][124][244][245]。
  - 4月8日に東京都、神奈川県、埼玉県、千葉県、大阪府、兵庫県、福岡県、4月10日に愛知県が緊急事態宣言を発令したため、該当地域の映画館は指定期間まで営業を休止することとなった[124][246][247][248][245]。また、4月16日に開業予定だったアップリンク京都は5月21日に開業延期となった[249]。
  - 4月16日には緊急事態宣言が全国に発令したため、TOHOシネマズや松竹マルチプレックスシアターズ、イオンシネマは全劇場を休業する事態となった[250][245]。
  - 4月18日 - 19日の動員ランキングに関しては全国の映画館のほとんどが休館したため、当面の間、ランキング集計を見合わせることを興行通信社が発表した。再開は緊急事態宣言が明ける予定の5月6日以降になる[251][252]。
  - コロナウイルスによる映画館の減収を支援するため、ミニシアター自らがクラウドファンディングを行ったり、営業再開以降に使えるチケットや映画人有志による支援グッズの販売や映像配信サービスなどが行われた[253][254][255][256][257][258][259][260][261][262][263]。特に深田晃司、濱口竜介らが日本政府に緊急支援を求めて、呼びかけた署名運動「SAVE the CINEMA」には6万6,000筆、クラウドファンディング「ミニシアター・エイド基金」には開始24時間で5,500万円、3日間で目標額の1億円を集めた[264][265][266][267][268][269][270]。
  - 日本映像職能連合は、「新型コロナウイルスによって製作表現活動を制約されている創作者に対する補償の要望書」を4月21日に内閣総理大臣、新型コロナウイルス対策担当大臣、文化庁長官に提出した[271]。
  - 日本映画製作者連盟は、3月の東宝や松竹などの主要な配給会社12社の興行収入の合計が56億円と前年同月比(188億円)で7割減少したことを明らかにした。これは東日本大震災の影響があった2011年3月(128億円)の半分ほどの水準であり、2000年以降で最低水準となった[272]。
  - 東京都、神奈川県、千葉県、埼玉県のTSUTAYAは都による外出自粛要請に伴い、商品の返却について無理をしないよう呼びかけ、レンタル中の商品がある場合は、返却が遅れても延滞料金が発生しない対応を発表した[273]。
  - 全国のゲオ約1,200店舗にて旧作のDVD&ブルーレイを対象に、レンタル泊数を通常の7泊8日から14泊15日に延長する対応を発表した[274]。
  - 「第4回尾道映画祭2020」、「ええじゃないか とよはし映画祭2020」、「第34回高崎映画祭」、「フランス映画祭2020」は中止となり、「第12回沖縄国際映画祭」は過去全11回の内容を振り返るパネル展と首里城のPRを展開し、規模を大幅に縮小して開催予定[231][275][276][277]。
  - 試写会や舞台挨拶といったイベントが中止や無観客で開催する措置が取られた[231][278][279][280]。
  - コロナウイルスは著名人にも感染した[281]。
    - 3月25日 - 志村けんがコロナウイルスに感染していたことが判明した[282][283]。翌26日には山田洋次監督作品で初主演となる予定だった「キネマの神様」の出演を辞退したことが発表され[284]、3月29日午後11時10分、肺炎のため70歳で死去した[285][286]。
    - 3月31日 - 小宮璃央がコロナウイルスに感染していたことが判明した[287]。4月9日には退院し、2週間の自宅療養に入ったことを報告した[288]。
    - 同日 - 宮藤官九郎がコロナウイルスに感染していたことが判明した[289]。4月13日には4月7日に退院し、自宅療養中であることを報告した[290]。
    - 4月23日 - 岡江久美子がコロナウイルスに感染症で63歳で死去した[291]。
- 3月6日 - 第43回日本アカデミー賞の授賞式がグランドプリンスホテル新高輪で行われ、『新聞記者』が作品賞に輝いた[292]。また、新型コロナウイルスの感染拡大を懸念して一般観覧を取りやめて実施した[293]。
- 6月26日 - 東映はこの日開催された株主総会及び取締役会の決議を経て、新社長に現常務取締役で、南野陽子主演でフジテレビ系で放送された『スケバン刑事』のプロデュースなどを手掛けた手塚治が就任。現社長の多田憲之は相談役に退いた[294][295]。
- 9月12日 - 第77回ヴェネツィア国際映画祭で、『スパイの妻』の監督を務めた黒沢清が銀獅子賞（監督賞）を受賞。1952年の溝口健二、2003年の北野武に次ぐ日本人3人目の受賞者となった[296]。
- 10月15日 - オープンセットの一般開放や映画資料館の運営などを手掛けていた山形県鶴岡市の「庄内映画村」がこの日までに事業を停止。オープンセットについては他社に運営を譲渡し営業が継続されている[297]。

## 周年
- 創業125周年、松竹映画100周年
  - 松竹 - 松竹映画100周年記念映画『キネマの神様』公開予定[298]。

## 全世界興行収入ランキング
| 順位 | 題名                          | 配給                                     | 興行収入      |
| ---- | ----------------------------- | ---------------------------------------- | ------------- |
| 1    | 劇場版 鬼滅の刃 無限列車編    | 東宝/アニプレックス                      | 5億0710万ドル |
| 2    | 八佰                          | 華誼兄弟                                 | 4億7260万ドル |
| 3    | 愛しの故郷                    | 京西文化                                 | 4億3320万ドル |
| 4    | バッドボーイズ フォー・ライフ | ソニー・ピクチャーズ・エンタテインメント | 4億2650万ドル |
| 5    | TENET テネット                | ワーナー・ブラザース映画                 | 3億6530万ドル |
| 6    | ソニック・ザ・ムービー        | パラマウント映画                         | 3億1970万ドル |
| 7    | ドクター・ドリトル            | ユニバーサル・ピクチャーズ               | 2億5140万ドル |
| 8    | 姜子牙                        | 光線影業                                 | 2億4390万ドル |
| 9    | 送你一朵小紅花                | 横店影業                                 | 2億3860万ドル |
| 10   | バーニング・ダウン 爆発都市   | 寰宇影片                                 | 2億2640万ドル |

出典:“Top 2020 Movies at the Worldwide Box Office”.  The Numbers. 2021年10月3日閲覧。
出典:“2020 Worldwide Box Office”.  Box Office Mojo. 2021年1月29日閲覧。

## 各大陸、各国ランキング

### 北米興行収入ランキング
| 順位 | 題名                                         | 配給                 | 興行収入      |
| ---- | -------------------------------------------- | -------------------- | ------------- |
| 1    | バッドボーイズ フォー・ライフ                | ソニー               | 2億6300万ドル |
| 2    | ソニック・ザ・ムービー                       | パラマウント映画     | 1億4900万ドル |
| 3    | ハーレイ・クインの華麗なる覚醒 BIRDS OF PREY | ワーナー・ブラザース | 8410万ドル    |
| 4    | ドクター・ドリトル                           | ユニバーサル         | 7700万ドル    |
| 5    | 透明人間                                     | ユニバーサル         | 7040万ドル    |
| 6    | 野性の呼び声                                 | ディズニー           | 6230万ドル    |
| 7    | 2分の1の魔法                                 | ディズニー           | 6160万ドル    |
| 8    | クルードさんちのあたらしい冒険               | ユニバーサル         | 5860万ドル    |
| 9    | TENET テネット                               | ワーナー・ブラザース | 5850万ドル    |
| 10   | ワンダーウーマン 1984                        | ワーナー・ブラザース | 4680万ドル    |

### 日本興行収入ランキング
| 順位 | 題名                                      | 製作国                            | 配給                         | 興行収入  |
| ---- | ----------------------------------------- | --------------------------------- | ---------------------------- | --------- |
| 1    | 劇場版 鬼滅の刃 無限列車編                | 日本の旗                          | 東宝/アニプレックス          | 404.3億円 |
| 2    | スター・ウォーズ/スカイウォーカーの夜明け | アメリカ合衆国の旗                | ディズニー                   | 073.2億円 |
| 3    | 今日から俺は!!劇場版                      | 日本の旗                          | 東宝                         | 053.7億円 |
| 4    | パラサイト 半地下の家族                   | 大韓民国の旗                      | ビターズ・エンド             | 047.4億円 |
| 5    | コンフィデンスマンJP プリンセス編         | 日本の旗                          | 東宝                         | 038.4億円 |
| 6    | ドラえもん のび太の新恐竜                 | 日本の旗                          | 東宝                         | 033.5億円 |
| 7    | TENET テネット                            | イギリスの旗 · アメリカ合衆国の旗 | ワーナー ブラザース ジャパン | 027.3億円 |
| 8    | 事故物件 恐い間取り                       | 日本の旗                          | 松竹                         | 023.4億円 |
| 9    | 糸                                        | 日本の旗                          | 東宝                         | 022.7億円 |
| 10   | 劇場版 ヴァイオレット・エヴァーガーデン   | 日本の旗                          | 松竹                         | 021.3億円 |

出典:2020年興行収入10億円以上番組 (PDF)  - 日本映画製作者連盟

## 日本の映画興行
- 入場者数 1億613万人[299] - 前年比54.5%と1955年に日本映画製作者連盟が発表を始めて以来最低の数字となった。
- 興行収入 1432億8500万円[299] - 前年比54.9%となり、こちらも興行収入発表となった2000年以降で最低の記録となった。

| 配給会社 | 本数 | 年間興行収入  | 前年対比 | 備考 |
| -------- | ---- | ------------- | -------- | --- |
| 松竹     | 18   | 119億7813万円 | 67.9%    | コロナ禍でありながら前年比7割と健闘した。KADOKAWAとの共同配給となる『Fukushima 50』は延期せずに当初の予定通り公開されたが、興行収入10億に届かず失敗に終わった。『事故物件 恐い間取り』がサプライズヒットとなり、興行収入23億4000万円と邦画のホラー映画では歴代最高のヒット作となった。『劇場版 ヴァイオレット・エヴァーガーデン』は館数153館と少なかったが、興行収入21億4000万円、館アベレージ164万円の大ヒットとなった。男はつらいよシリーズ50周年記念作品『男はつらいよ お帰り 寅さん』も14億7600万円と成功を収めた。 |
| 東宝     | 23   | 719億2370万円 | 93.3%    | コロナ禍により映画業界全体が沈む中、驚異の前年比93.3%を維持した。その最大の要因は無論『劇場版「鬼滅の刃」無限列車編』が最終興行収入404.3億円を記録し、『千と千尋の神隠し』以来19年ぶりに日本歴代興行収入第1位記録を更新したことであるが、定番の『名探偵コナン』劇場版をはじめとする多くの作品の公開が来年に延期したことの影響により、鬼滅公開前の上半期の興行収入はわずか83億円、前年比8割減と決して気楽な状態ではなかった。                                                                                            |
| 東映     | 16   | 47億5561万円  | 27.4%    | 大手の中では前年比が最低と厳しい年となった。オリジナル脚本のホラー映画『犬鳴村』が14億円とヒットしたものの、コロナ禍で家族連れ客が減少したことにより定番の特撮やアニメ作品も不調となり他に興収10億を突破する作品は生まれなかった。 |
| KADOKAWA | 21   | 20億5946万円  | 57.5%    | 『Fukushima 50』は共同配給の松竹に計上され含まれていない。『Fukushima 50』を除くとアニメ映画『劇場版「メイドインアビス」-深き魂の黎明-』が6億6000万円と稼ぎ頭となった。 |

出典:「2020年映画業界総決算」『キネマ旬報』2021年（令和3年）3月下旬特別号、キネマ旬報社、2021年、38 - 61頁。

## 死去
| 日付 | 日付       | 名前                             | 出身国                            | 年齢 | 職業 |
| 1月  | 2日        | 上原正三                         | 日本の旗                          | 82   | 脚本家 |
| 1月  | 4日        | ロレンツァ・マッツェッティ       | イタリアの旗                      | 92   | 小説家、映画監督 |
| 1月  | 8日        | バック・ヘンリー                 | アメリカ合衆国の旗                | 89   | 脚本家 |
| 1月  | 12日       | 青山京子                         | 日本の旗                          | 84   | 元女優、俳優・歌手の小林旭の実妻                                                                                       |
| 1月  | 18日       | 宍戸錠                           | 日本の旗                          | 86   | 俳優 |
| 1月  | 19日       | 原知佐子                         | 日本の旗                          | 84   | 女優、映画監督の故・実相寺昭雄の実妻                                                                                   |
| 1月  | 19日       | 上野隆三                         | 日本の旗                          | 82   | 殺陣師、元俳優 |
| 1月  | 21日       | テリー・ジョーンズ               | イギリスの旗                      | 77   | コメディアン、映画監督                                                                                                 |
| 1月  | 29日       | 梓みちよ                         | 日本の旗                          | 76   | 歌手、タレント |
| 1月  | 30日       | 藤田宜永                         | 日本の旗                          | 69   | 推理小説家 |
| 1月  | 31日       | 内田勝正                         | 日本の旗                          | 75   | 俳優 |
| 2月  | 5日        | カーク・ダグラス                 | アメリカ合衆国の旗                | 103  | 俳優、映画プロデューサー                                                                                               |
| 2月  | 5日        | 佐野康之                         | 日本の旗                          | 49   | 声優 |
| 2月  | 7日        | イ・ギュヒョン                   | 大韓民国の旗                      | 63   | 映画監督 |
| 2月  | 7日        | 日下部五朗                       | 日本の旗                          | 85   | 映画プロデューサー、元東映京都撮影所所属                                                                               |
| 2月  | 8日        | ロバート・コンラッド             | アメリカ合衆国の旗                | 84   | 俳優 |
| 2月  | 13日       | 坂口芳貞                         | 日本の旗                          | 80   | 俳優、声優 |
| 2月  | 16日       | ゾーイ・コールドウェル           | オーストラリアの旗                | 86   | 女優 |
| 2月  | 16日       | 池上司                           | 日本の旗                          | 60   | 小説家、脚本家、『真夏のオリオン』（2009年、東宝）原作者                                                               |
| 2月  | 18日       | 古井由吉                         | 日本の旗                          | 82   | 小説家、『沓子』（1977年）原作者                                                                                       |
| 2月  | 18日       | フラヴィオ・ブッチ               | イタリアの旗                      | 72   | 俳優 |
| 2月  | 21日       | 勝田久                           | 日本の旗                          | 92   | 声優、俳優 |
| 2月  | 22日       | 岸野一彦                         | 日本の旗                          | 86   | 声優、俳優 |
| 2月  | 23日       | 照沼まりえ                       | 日本の旗                          | 71   | 脚本家、『ゴジラVSデストロイア』（1995年、東宝）原案者                                                                 |
| 2月  | 24日       | 後藤淳一                         | 日本の旗                          | 40   | 声優、俳優 |
| 2月  | 29日       | ディーター・ラーザー             | ドイツの旗                        | 78   | 俳優 |
| 3月  | 1日        | 仙元誠三                         | 日本の旗                          | 81   | 撮影監督、カメラマン                                                                                                   |
| 3月  | 2日        | ジェームズ・リプトン             | アメリカ合衆国の旗                | 93   | 俳優、作家、脚本家、映画人紹介番組『アクターズ・スタジオ・インタビュー』司会者                                         |
| 3月  | 3日        | 勝目梓                           | 日本の旗                          | 87   | 小説家、『獣たちの熱い眠り』（1981年、東映）原作者                                                                     |
| 3月  | 7日        | マート・クロウリー               | アメリカ合衆国の旗                | 84   | 劇作家、脚本家 |
| 3月  | 8日        | マックス・フォン・シドー         | スウェーデンの旗                  | 90   | 俳優 |
| 3月  | 8日        | ジョニー・ユン                   | アメリカ合衆国の旗 · 大韓民国の旗 | 84   | 俳優、コメディアン |
| 3月  | 14日       | 仲西環                           | 日本の旗                          | 44   | 声優 |
| 3月  | 20日       | 楠部三吉郎                       | 日本の旗                          | 82   | 映画プロデューサー、シンエイ動画名誉会長                                                                               |
| 3月  | 21日       | 宮城まり子                       | 日本の旗                          | 93   | 歌手、俳優、社会運動家                                                                                                 |
| 3月  | 21日       | 増岡弘                           | 日本の旗                          | 83   | 声優 |
| 3月  | 25日       | マーク・ブラム                   | アメリカ合衆国の旗                | 69   | 俳優 |
| 3月  | 28日       | 堀川とんこう                     | 日本の旗                          | 82   | 演出家、映画監督 |
| 3月  | 29日       | 志村けん                         | 日本の旗                          | 70   | タレント、コメディアン、ザ・ドリフターズメンバー                                                                       |
| 3月  | 31日       | 佐々部清                         | 日本の旗                          | 62   | 映画監督 |
| 3月  | 31日       | アンドリュー・ジャック           | イギリスの旗                      | 76   | 俳優 |
| 4月  | 2日        | 伊地智啓                         | 日本の旗                          | 84   | 映画プロデューサー |
| 4月  | 3日        | C・W・ニコル                     | ウェールズの旗 · 日本の旗         | 79   | 環境活動家、作家 アニメ映画『風を見た少年 The Boy Who Saw The Wind』（1983年／ブレインズ・ベース）原作者               |
| 4月  | 3日        | 志賀勝                           | 日本の旗                          | 78   | 俳優・歌手、「東映ピラニア軍団」の一員として一世を風靡                                                                 |
| 4月  | 5日        | 山前五十洋                       | 日本の旗                          | 76   | 俳優（「富士八郎」名義）、映画監督、プロデューサー、歌手・倉木麻衣の実父                                               |
| 4月  | 5日        | シャーリー・ダグラス             | カナダの旗                        | 86   | 女優 |
| 4月  | 5日        | オナー・ブラックマン             | イギリスの旗                      | 94   | 女優 |
| 4月  | 7日        | 荘司美代子                       | 日本の旗                          | 83   | 女優、声優 |
| 4月  | 10日       | 大林宣彦                         | 日本の旗                          | 82   | 映画監督 |
| 4月  | 12日       | 藤原啓治                         | 日本の旗                          | 55   | 声優 |
| 4月  | 15日       | ブライアン・デネヒー             | アメリカ合衆国の旗                | 81   | 俳優 |
| 4月  | 15日       | アレン・ダヴィオー               | アメリカ合衆国の旗                | 77   | 映画撮影監督、『E.T.』、『カラーパープル』等                                                                           |
| 4月  | 19日       | フィリップ・ナオン               | フランスの旗                      | 81   | 俳優 |
| 4月  | 20日       | 志賀廣太郎                       | 日本の旗                          | 71   | 俳優 |
| 4月  | 22日       | シャーリー・ナイト               | アメリカ合衆国の旗                | 83   | 女優 |
| 4月  | 23日       | 岡江久美子                       | 日本の旗                          | 63   | 女優 |
| 4月  | 23日       | 和田周                           | 日本の旗                          | 81   | 俳優、劇作家、演出家                                                                                                   |
| 4月  | 23日       | 久米明                           | 日本の旗                          | 96   | 俳優、声優、ナレーター                                                                                                 |
| 4月  | 23日       | 馬場正男                         | 日本の旗                          | 92   | 映画美術家 |
| 4月  | 24日       | 開米栄三                         | 日本の旗                          | 90   | 造形師 |
| 4月  | 27日       | 田口勝彦                         | 日本の旗                          | 89   | 映画監督、演出家、脚本家                                                                                               |
| 4月  | 28日       | 金内喜久夫                       | 日本の旗                          | 87   | 俳優 |
| 4月  | 28日       | 三木黄太                         | 日本の旗                          | 59   | チェリスト、音楽グループ「PASCALS」（パスカルズ）メンバー 映画『野のなななのか』（2013年／大林宣彦監督）の主題曲を担当 |
| 4月  | 28日       | 野口貴史                         | 日本の旗                          | 81   | 俳優、東映ピラニア軍団の一員                                                                                           |
| 4月  | 29日       | イルファーン・カーン             | インドの旗                        | 53   | 俳優 |
| 5月  | 11日       | ジェリー・スティラー             | アメリカ合衆国の旗                | 92   | コメディアン、俳優 |
| 5月  | 12日       | ミシェル・ピコリ                 | フランスの旗                      | 94   | 俳優 |
| 5月  | 12日       | ジョージ秋山                     | 日本の旗                          | 77   | 漫画家、1970年公開の映画『銭ゲバ』原作者                                                                               |
| 5月  | 17日       | 吹原幸太                         | 日本の旗                          | 37   | 脚本家 |
| 5月  | 24日       | ジャン＝ルー・ダバディ           | フランスの旗                      | 81   | 作詞家、脚本家、キャスターのフローラン・ダバディの実父                                                                 |
| 5月  | 25日       | 高瀬将嗣                         | 日本の旗                          | 63   | 俳優、スタントマン、殺陣師                                                                                             |
| 6月  | 11日       | 服部克久                         | 日本の旗                          | 83   | 作曲家、東宝映画『リオの若大将』（1968年）などの音楽を手掛ける                                                         |
| 6月  | 14日       | 加藤茂雄                         | 日本の旗                          | 94   | 俳優 |
| 6月  | 16日       | 五島勉                           | 日本の旗                          | 90   | 作家、『ノストラダムスの大予言』（1974年、東宝）原作者                                                                 |
| 6月  | 19日       | イアン・ホルム                   | イギリスの旗                      | 88   | 俳優 |
| 6月  | 21日       | ジョエル・シュマッカー           | アメリカ合衆国の旗                | 80   | 映画監督 |
| 6月  | 28日       | ウイリー沖山                     | 日本の旗                          | 87   | 歌手、大映映画『ひとり狼』（1968年）主題歌「ひとり狼」を歌唱                                                           |
| 6月  | 29日       | カール・ライナー                 | アメリカ合衆国の旗                | 98   | 俳優、映画監督 |
| 6月  | 29日       | ジョニー・マンデル               | アメリカ合衆国の旗                | 94   | 作曲家 |
| 6月  | 30日       | 井上正子                         | 日本の旗                          | 79   | 脚本家 |
| 7月  | 2日        | 青野暉                           | 日本の旗                          | 89   | 演出家、脚本家、新東宝在籍時代に映画『スーパージャイアンツ』シリーズで助監督を務める                                   |
| 7月  | 5日        | エンニオ・モリコーネ             | イタリアの旗                      | 91   | 作曲家、イタリア映画『荒野の用心棒』（1964年）などの音楽を手掛ける                                                     |
| 7月  | 12日       | ケリー・プレストン               | アメリカ合衆国の旗                | 57   | 女優、俳優のジョン・トラボルタの実妻                                                                                   |
| 7月  | 16日       | 森﨑東                           | 日本の旗                          | 92   | 映画監督、脚本家 |
| 7月  | 18日       | 三浦春馬                         | 日本の旗                          | 30   | 俳優、歌手 |
| 7月  | 21日       | 弘田三枝子                       | 日本の旗                          | 73   | 歌手、松竹映画『魚河岸の旋風娘』（1963年）などに出演                                                                   |
| 7月  | 23日       | 漆戸靖治                         | 日本の旗                          | 87   | BS日本代表取締役相談役、BSデジタル放送推進協会理事長、映画プロデューサー                                               |
| 7月  | 25日       | ジョン・サクソン                 | アメリカ合衆国の旗                | 84   | 俳優 |
| 7月  | 26日       | オリヴィア・デ・ハヴィランド     | [ 注 3 ]                          | 104  | 女優 |
| 7月  | 31日       | アラン・パーカー                 | イギリスの旗                      | 76   | 映画監督 |
| 7月  | 没日非公表 | 河原崎次郎                       | 日本の旗                          | 79   | 俳優 |
| 8月  | 1日        | ウィルフォード・ブリムリー       | アメリカ合衆国の旗                | 85   | 俳優 |
| 8月  | 2日        | 轟二郎                           | 日本の旗                          | 65   | コメディアン、タレント                                                                                                 |
| 8月  | 10日       | 渡哲也                           | 日本の旗                          | 78   | 俳優、歌手 |
| 8月  | 14日       | 宮内淳                           | 日本の旗                          | 70   | 俳優、タレント |
| 8月  | 16日       | 都築幹彦                         | 日本の旗                          | 91   | 元ヤマト運輸代表取締役相談役、『魔女の宅急便』（1989年、東映）製作者                                                   |
| 8月  | 17日       | 岩本多代                         | 日本の旗                          | 80   | 女優 |
| 8月  | 18日       | ベン・クロス                     | イギリスの旗                      | 72   | 俳優 |
| 8月  | 22日       | 内海桂子                         | 日本の旗                          | 97   | 漫才師、女優 |
| 8月  | 25日       | 梅野泰靖                         | 日本の旗                          | 87   | 俳優 |
| 8月  | 28日       | チャドウィック・ボーズマン       | アメリカ合衆国の旗                | 43   | 俳優 |
| 8月  | 28日       | 階戸瑠李                         | 日本の旗                          | 31   | グラビアアイドル、女優、タレント                                                                                       |
| 8月  | 28日       | 岸部四郎                         | 日本の旗                          | 71   | タレント、俳優、元ザ・タイガースメンバー                                                                               |
| 9月  | 10日       | ダイアナ・リグ                   | イギリスの旗                      | 82   | 女優 |
| 9月  | 14日       | 芦名星                           | 日本の旗                          | 36   | 女優 |
| 9月  | 19日       | 斎藤洋介                         | 日本の旗                          | 69   | 俳優 |
| 9月  | 19日       | 守屋浩                           | 日本の旗                          | 81   | 歌手・俳優 |
| 9月  | 20日       | 藤木孝                           | 日本の旗                          | 80   | 歌手・俳優（旧芸名：藤木敬士）                                                                                         |
| 9月  | 20日       | マイケル・チャップマン           | アメリカ合衆国の旗                | 84   | 映画撮影監督、『タクシードライバー』（1976年）等                                                                       |
| 9月  | 21日       | マイケル・ロンズデール           | フランスの旗                      | 89   | 俳優 |
| 9月  | 23日       | ジュリエット・グレコ             | フランスの旗                      | 93   | 歌手、女優 |
| 9月  | 24日       | 藤田敏雄                         | 日本の旗                          | 92   | 劇作家、作詞家、松竹映画『若い野ばら』（1965年）の原案を担当。 俳優座制作映画『若者たち』三部作主題歌作詞を担当        |
| 9月  | 27日       | 竹内結子                         | 日本の旗                          | 40   | 女優 |
| 9月  | 27日       | 富田耕生                         | 日本の旗                          | 84   | 声優 |
| 10月 | 4日        | トーマス・ジェファーソン・バード | アメリカ合衆国の旗                | 70   | 俳優 |
| 10月 | 7日        | 筒美京平                         | 日本の旗                          | 80   | 作曲家、編曲家、松竹映画『思い出の指輪』『虹の中のレモン』（1968年）の主題歌作曲・編曲を担当                           |
| 10月 | 12日       | コンチャータ・フェレル           | アメリカ合衆国の旗                | 77   | 女優 |
| 10月 | 31日       | ショーン・コネリー               | イギリスの旗                      | 90   | 俳優、『007』シリーズ 初代ジェームズ・ボンド役で知られた                                                               |
| 10月 | 31日       | チャールズ・ゴードン             | アメリカ合衆国の旗                | 73   | 映画プロデューサー |
| 11月 | 12日       | 四世坂田藤十郎                   | 日本の旗                          | 88   | 歌舞伎役者、二代目中村扇雀名義での活動期に『生きている小平次』（1957年、東宝）などの作品に主演した経歴あり             |
| 11月 | 13日       | 窪寺昭                           | 日本の旗                          | 43   | 俳優 |
| 11月 | 18日       | 岡田裕介                         | 日本の旗                          | 71   | 東映代表取締役グループ会長、元俳優                                                                                     |
| 11月 | 20日       | 矢口高雄                         | 日本の旗                          | 81   | 漫画家、実写映画『釣りキチ三平』（2009年、東映）原作者                                                                 |
| 11月 | 23日       | 小林泰三                         | 日本の旗                          | 58   | SF小説家、『玩具修理者』（2002年、キューフロント）原作者                                                               |
| 11月 | 26日       | ダリア・ニコロディ               | イタリアの旗                      | 70   | 女優 |
| 11月 | 28日       | デヴィッド・プラウズ             | イギリスの旗                      | 85   | 俳優 |
| 12月 | 1日        | 金城茉奈                         | 日本の旗                          | 25   | 女優 |
| 12月 | 4日        | 佐久田脩                         | 日本の旗                          | 62   | 俳優、声優 |
| 12月 | 7日        | 小松政夫                         | 日本の旗                          | 78   | コメディアン、俳優 |
| 12月 | 11日       | キム・ギドク                     | 大韓民国の旗                      | 59   | 映画監督 |
| 12月 | 12日       | ジョン・ル・カレ                 | イギリスの旗                      | 89   | 作家、2011年公開の映画『裏切りのサーカス』原作者                                                                       |
| 12月 | 13日       | 浅香光代                         | 日本の旗                          | 92   | 剣劇女優、殺陣師、東映映画『新・女囚さそり 701号』（1976年）など出演                                                   |
| 12月 | 13日       | 小谷承靖                         | 日本の旗                          | 84   | 映画監督 |
| 12月 | 17日       | ジェレミー・ブロック             | イギリスの旗                      | 75   | 俳優 |
| 12月 | 17日       | 林家こん平                       | 日本の旗                          | 77   | 落語家、タレント、日活映画『君は恋人』（1967年）など出演                                                               |
| 12月 | 18日       | 宅間秋史                         | 日本の旗                          | 65   | ドラマ・映画プロデューサー、元フジテレビプロデューサー                                                                 |
| 12月 | 23日       | なかにし礼                       | 日本の旗                          | 82   | 作詞家、小説家、日活映画『時には娼婦のように』（1978年）原案・脚本を担当                                               |
| 12月 | 23日       | 井上泰治                         | 日本の旗                          | 66   | 映画監督 |
| 12月 | 29日       | ピエール・カルダン               | フランスの旗                      | 98   | ファッションデザイナー、『エヴァの匂い』（1962年、フランス）の衣裳デザインを担当                                       |
| 12月 | 30日       | 綿引勝彦                         | 日本の旗                          | 75   | 俳優 |
| 12月 | 31日       | ロベール・オッセン               | フランスの旗                      | 93   | 俳優、演出家 |